# ناتاگایما (تولیما)
ناتاگایما (تولیما) (به اسپانیایی: Natagaima) یک سکونتگاه مسکونی در کلمبیا است که در بخش تولیما واقع شده‌است.